# Arcturopsis senegalensis
Arcturopsis senegalensis är en kräftdjursart som beskrevs av Jean Baptiste François René Koehler 1911. Arcturopsis senegalensis ingår i släktet Arcturopsis och familjen Arcturidae. Inga underarter finns listade i Catalogue of Life.